# Giuseppe Francica-Nava de Bontifè
Giuseppe Francica-Nava de Bontifè (23 de julho de 1846 7 de dezembro de 1928) foi cardeal italiano da Igreja Católica que serviu como arcebispo de Catânia de 1895 até sua morte, e foi elevado ao cardinalato em 1899.

## Biografia
Francica-Nava de Bontifè nasceu em Catania , na Sicília , e recebeu o Sacramento da Confirmação em março de 1849. Estudou no seminário de Caltanissetta , onde obteve sua licenciatura em teologia , e depois foi para Roma para estudar no Pontificio Gregoriano. Universidade , ganhando seu doutorado em teologia , filosofia e direito civil e canônico .
Francica foi ordenado ao sacerdócio em 22 de maio de 1869. Durante seus estudos na Pontifícia Academia de Nobres Eclesiásticos (1870-1880), ele serviu como reitor do seminário Caltanissetta por três anos, tornando-se o pró - vigário geral (1877) e mais tarde vigário geral geral da diocese . Depois de se tornar um cânone honorário do capítulo da catedral da diocese , ele foi elevado ao posto de Privy Chamberlain de Sua Santidade em 1876 e Prelado Nacional de Sua Santidade em 4 de março de 1879.
Em 9 de agosto de 1883, Francica foi nomeada Bispo Auxiliar de Caltanissetta e Bispo Titular de Alabanda pelo Papa Leão XIII, recebendo sua consagração episcopal em 21 de outubro do Bispo Giovanni Guttadauro di Reburdone . Foi promovido a Arcebispo Titular de Heraclea em 24 de maio de 1889 e posteriormente nomeado Núncio Apostólico na Bélgica em 6 de junho de 1889, Arcebispo de Catania em 18 de março de 1895, bem como Núncio Apostólico na Espanha em 6 de agosto de 1896.
O Papa Leão criou-o Cardeal-Sacerdote de Ss. Giovanni e Paolo no consistório de 19 de junho de 1899. Francica participou dos conclaves de 1903 , 1914 e 1922 , e também serviu como Cardeal Protopriest (o membro mais antigo da ordem dos Cardeais Sacerdotes) de 19 de novembro de 1924 até sua morte. .
O cardeal Francica-Nava de Bontifè morreu em Catania, aos 82 anos de idade. Está enterrado na catedral metropolitana do mesmo.

## Link Externo
- Cardinals of the Holy Roman Church
- Catholic-Hierarchy